# Aderación
La aderación (en latín, adaeratio) consiste, en derecho tributario tardorromano y bizantino, en la conversión monetaria de impuestos teóricamente requeridos en especie o por servicio. 

## Etimología
Etimológicamente, el término latino se forma con el prefijo ad, ‘cercanía’, y la raíz del sustantivo aes, aeris (‘bronce’, pero, por extensión, ‘moneda’). Por tanto, literalmente significa ‘poner precio’, ‘ajustar la cuenta’ o ‘transformación (de algo) en moneda’.

## Aderación en la antigüedad tardía
El historiador marxista italiano Santo Mazzarino lo estudió en profundidad durante la Antigüedad tardía, comprobando la considerable brecha entre los altos valores exigidos por la autoridad fiscal para la adaeratio de los caballos y su precio de mercado, e interpretó la aderación como un fenómeno revelador de la lucha de clases que contraponía los campesinos con los cobradores de las deudas.

## Aderación en Bizancio
En Bizancio, determinadas tareas como la angareia o la kastroktisia (que se refieren a la construcción y mantenimiento de fortalezas) podían redimirse mediante el pago de una suma en efectivo.

## Código Teodosiano
La palabra adaeratio está atestiguada por primera vez en el Código Teodosiano (7.4.30, 7.4.32 y 7.18.8).